# Sangar (Jakuzia)
Sangar (in lingua russa Сангар, in sacha Сангаар) è un insediamento di tipo urbano di 3 974 abitanti situato nella Sacha-Jacuzia, in Russia. È il centro amministrativo del Kobjajskij ulus. Si trova sulla riva destra della Lena, 334 km a nord della capitale Jakutsk.
L'insediamento è apparso nel 1928 con la scoperta e lo sfruttamento di giacimenti di carbone. Nel 1956 vennero scoperti giacimenti di gas. Dagli anni Sessanta la produzione di carbone è andata diminuendo, fino alla chiusura definitiva della miniera nel 1997.
A nord della cittadina c'è un aeroporto (codice ICAO UEMS).